# Maria Jaremtsjoek
Maria Nazarivna Jaremtsjoek (Oekraïens: Марія Назарівна Яремчук) (Tsjernivtsi, 2 maart 1993) is een Oekraïense zangeres.

## Biografie
Maria Jaremtsjoek werd geboren in Tsjernivtsi als dochter van acteur Nazar Jaremtsjoek. Haar vader stierf aan maagkanker toen ze twee jaar oud was. Ze heeft één halfzus uit een vorig huwelijk van haar moeder, Vira, en twee halfbroers uit een vorig huwelijk van haar vader, Dmitri en Nazar.
In 2012 raakte ze bekend dankzij haar deelname aan de televisieshow Holos Krajiny, de Oekraïense versie van the Voice of Holland. In datzelfde jaar vertegenwoordigde ze haar vaderland op het internationale muziekfestival New Wave, waar ze derde werd. Ze nam ook deel aan de Oekraïense preselectie voor het Eurovisiesongfestival 2013, waarin ze vijfde werd met het nummer Imagine.
Een jaar later waagde ze opnieuw haar kans, en ditmaal met succes: Maria Jaremtsjoek won de preselectie voor het Eurovisiesongfestival 2014, en mocht aldus met het nummer Tick-Tock Oekraïne vertegenwoordigen op het Eurovisiesongfestival 2014 in de Deense hoofdstad Kopenhagen. In de finale van 10 mei mocht Jaremtsjoek de spits afbijten met haar liedje. Uiteindelijk werd ze zesde met 113 punten.